# Élections législatives de 2016 aux îles Turques-et-Caïques
Les élections législatives de 2016 aux Îles Turques-et-Caïques ont lieu le 15 décembre 2016 afin d'élire 15 des 21 députés de l'Assemblée des Îles Turques-et-Caïques, un territoire britannique d'outre-mer
Le scrutin donne lieu à une alternance. Le Mouvement démocratique populaire (PDM) remporte dix des quinze sièges à pourvoir, tandis que le Parti national progressiste (PNP) au pouvoir n'en décroche que cinq, contre huit auparavant. Le Premier ministre sortant Rufus Ewing annonce son retrait de la vie politique dans la foulée de la défaite de son parti. La dirigeante du PDM, Sharlene Cartwright-Robinson, le remplace et devient la première femme à occuper cette fonction sur l'archipel.

## Mode de scrutin
L'Assemblée des Îles Turques-et-Caïques est un parlement unicaméral composé d'un maximum de vingt et un membres renouvelés tous les quatre ans, dont quinze élus au suffrage universel direct, quatre membres nommés et jusqu'à deux membres dits ex officio. Dix des membres élus le sont au scrutin uninominal majoritaire à un tour dans autant de circonscriptions électorales tandis que les cinq membres restants sont élus au scrutin majoritaire plurinominal dans une circonscription couvrant l'ensemble du territoire. Chaque électeur est doté d'une voix pour un candidat de sa circonscription ainsi que de cinq autres à répartir à des candidats de la circonscription territoriale unique, à raison d'une voix par candidat. Dans les deux cas, le ou les candidats ayant reçu le plus de voix sont élus à hauteur du nombre de sièges à pourvoir.
À ces membres directement élus s'ajoutent quatre autres nommés. Deux le sont par le Gouverneur, tandis que le premier ministre et le chef de l'opposition en nomment un chacun. Le procureur général est membre de droit, mais ne dispose pas du droit de vote. À ce membre ex officio peut s'ajouter le président de l'assemblée s'il est choisi en dehors de ses membres, ce qui peut porter leur total à vingt et un.

## Résultats
Chaque électeur étant doté d'une voix dans sa circonscription ainsi que de cinq autres à répartir sur les candidats de la circonscription territoriale unique, le total des voix dans cette dernière est largement supérieur au nombre de votants.
|                           |                                    |                           |                    |                    |                    |                    |                    |                    |       |               |  |  |  |  |
| Partis                    | Partis                             | Partis                    | Districts          | Districts          | Districts          | Territoire         | Territoire         | Territoire         | Total | +/-           |  |  |  |  |
| Partis                    | Partis                             | Partis                    | Voix               | %                  | Sièges             | Voix               | %                  | Sièges             | Total | +/-           |  |  |  |  |
|                           | Mouvement démocratique populaire   | PDM                       | 3 169              | 51,20              | 6                  | 13 822             | 47,28              | 4                  | 10    | 3             |  |  |  |  |
|                           | Parti national progressiste        | PNP                       | 2 645              | 42,74              | 4                  | 10 342             | 35,38              | 1                  | 5     | 3             |  |  |  |  |
|                           | Alliance progressiste démocratique | PDA                       | 243                | 3,93               | 0                  | 1 117              | 3,82               | 0                  | 0     | Nv            |  |  |  |  |
|                           | Indépendants                       | Ind                       | 132                | 2,13               | 0                  | 3 952              | 13,52              | 0                  | 0     | en stagnation |  |  |  |  |
|                           | Membres nommés                     | Membres nommés            | Membres nommés     | Membres nommés     | Membres nommés     | Membres nommés     | Membres nommés     | Membres nommés     | 4     | en stagnation |  |  |  |  |
|                           | Membres ex officio                 | Membres ex officio        | Membres ex officio | Membres ex officio | Membres ex officio | Membres ex officio | Membres ex officio | Membres ex officio | 2     | en stagnation |  |  |  |  |
|                           |                                    |                           |                    |                    |                    |                    |                    |                    |       |               |  |  |  |  |
| Suffrages exprimés        | Suffrages exprimés                 | Suffrages exprimés        | 6 189              | 99,55              |                    | 29 233             | 100,00             |                    |       |               |  |  |  |  |
| Votes blancs et invalides | Votes blancs et invalides          | Votes blancs et invalides | 28                 | 0,45               | 0                  | 0,00               |                    |                    |       |               |  |  |  |  |
| Total                     | Total                              | Total                     | 6 217              | 100                | 10                 | 29 233             | 100                | 5                  | 21    | en stagnation |  |  |  |  |
| Abstentions               | Abstentions                        | Abstentions               | 1 515              | 19,59              |                    |                    |                    |                    |       |               |  |  |  |  |
| Inscrits / participation  | Inscrits / participation           | Inscrits / participation  | 7 732              | 80,41              |                    |                    |                    |                    |       |               |  |  |  |  |